# 慕容汗
慕容 汗（ぼよう かん、生没年不詳）は、五胡十六国時代の前燕の人物。昌黎郡棘城県の出身。鮮卑慕容部の大人慕容廆の子。

## 生涯
鮮卑慕容部の大人慕容皝に仕え、寧遠将軍に任じられていた。
咸和8年（333年）10月、征虜将軍慕容仁、広武将軍慕容昭が、慕容皝に対する反乱を起こした。慕容昭は賜死させたが、慕容仁は平郭で自立した。慕容皝は広武将軍高詡・建武将軍慕容幼・慕容稚・広威将軍慕容軍・寧遠将軍慕容汗・司馬冬寿に5千の兵を与え、慕容仁討伐に向かわせた。慕容仁と汶城の北で戦い、大敗した。遼東城へ向かうが、慕容仁に呼応したため、入れずにいた軍諮祭酒封奕とともに帰還した。
咸和9年（334年）2月、柳城が段部の段蘭と慕容翰に攻められていた。慕容皝は慕容汗・司馬封奕らを救援に遣わした。慕容皝は慕容汗に速戦しないようにと戒めた。慕容汗は千余騎を前鋒として直進させた。封奕は止めたが、慕容汗は従わなかった。段蘭らと牛尾谷で遭遇、慕容汗の兵は死者が大半を占める大敗を喫したが、封奕は戦列を整え力戦したため、窮地を脱した。
咸康3年（337年）11月、慕容皝は揚烈将軍宋回を遣わし、後趙への称藩と段部討伐を要請、自らも兵を挙げて合流することを約束して、慕容汗を人質として後趙に送った。後趙の天王石虎は大いに喜び、答礼の書面と共に慕容汗を本国へ還して、段部討伐を約束した。
これ以後の事績は、史書に記されていない。

## 家系

### 父
- 慕容廆

### 兄弟
- 慕容翰 - 庶長子
- 慕容皝 - 嫡長子で三男
- 慕容仁
- 慕容昭
- 慕容幼
- 慕容稚
- 慕容軍
- 慕容評
- 慕容彪

### 姉妹
- 慕容氏 - 代王拓跋什翼犍にとついだ